# Xunta Pola Defensa de la Llingua Asturiana

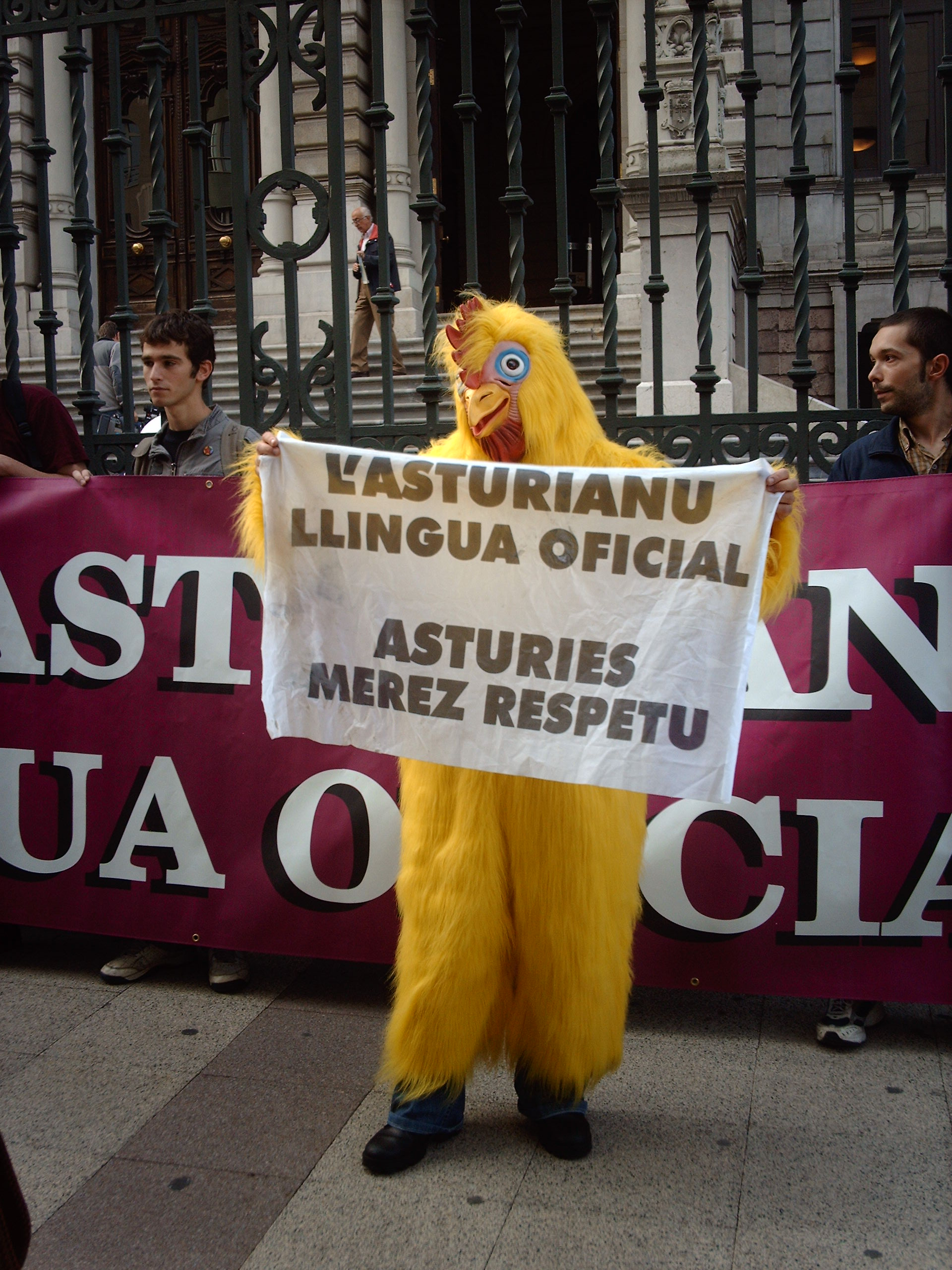
"La Pita" mascota d'aquesta organització, en una protesta.

La Xunta Pola Defensa de la Llingua Asturiana és una organització asturiana que treballa per la defensa i l'oficialitat de l'asturià i promou el seu ús i ensenyament. Aquesta associació es va crear el 1984 i des de llavors ve realitzant periòdicament diverses activitats per a implicar a la societat asturiana, com ara les convocatòries de manifestacions, la publicació de discos o pamflets en asturià o diverses campanyes com les campanyes de discos de Músicos pola Oficialidá o la campanya de la de la Pita, una persona disfressada de gallina que acudeix als actes públics. Tots els anys celebra el Conciertu pola oficialidá. Té una secció juvenil anomenada Xunta Moza.
La Xunta és la promotora del Conceyu Abiertu pola Oficialidá (CAO), una plataforma creada en vista a la reforma de l'Estatut d'Autonomia d'Astúries i que agrupa més de cent associacions i col·lectius preocupats pel futur de la llengua asturiana.